# Comitas kuroharai
Comitas kuroharai là một loài ốc biển, là động vật thân mềm chân bụng sống ở biển trong họ Turridae.